# هاروی کریب
هاروی کریب (انگلیسی: Harvey Cribb؛ زادهٔ ۲۱ ژانویهٔ ۲۰۰۶) بازیکن فوتبال است.